# Thái thượng Thiên hoàng
Thái thượng Thiên hoàng (太上天皇 Daijō Tennō), gọi tắt là Thượng hoàng (上皇 Jōkō), là tôn hiệu Thái thượng hoàng của các Thiên hoàng - những vị quân chủ Nhật Bản.

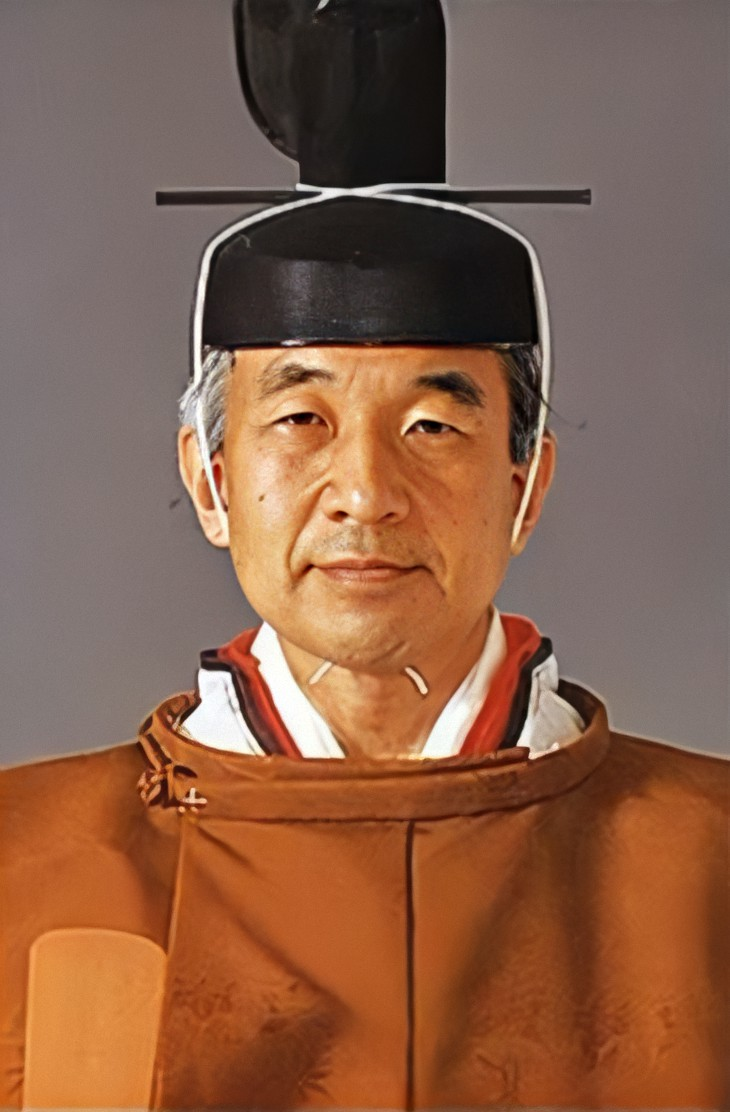
Thiên hoàng Akihito - vị Thái thượng Thiên hoàng thứ 60 của Nhật Bản.

Danh vị Thái thượng Thiên hoàng dùng để tôn xưng các Thiên hoàng đã thoái vị, hoặc sinh phụ của các Thiên hoàng đang tại vị. Nếu Thái thượng Thiên hoàng xuất gia, tức sẽ gọi Thái thượng Pháp hoàng. Các Thái thượng Thiên hoàng đều gọi chung là 「Viện; 院」, sau hợp nhất với "Tam cung" nên còn gọi 「Viện cung; 院宮」.
Nơi ở của các Thượng hoàng, Pháp hoàng là Tiên Động Ngự sở (仙洞御所; せんとうごしょSentō gosho), nên cũng có biệt xưng 「Tiên Động; 仙洞」.

## Khái quát

### Lịch sử
Năm Trì Thống thứ 11 (697), ngày 22 tháng 8 (dương lịch), Thiên hoàng Jitō thoái vị, nhường ngôi cho Thiên hoàng Monmu, tự xưng "Thái thượng Thiên hoàng", bắt đầu một thời kỳ Thái thượng Thiên hoàng của Nhật Bản. Truyền thống này kéo dài đến tận thời Edo, với vị Thái thượng Thiên hoàng gần nhất là Thiên hoàng Kōkaku, như vậy tổng cộng trong lịch sử Nhật Bản đã có tới 60 vị Thái thượng Thiên hoàng chính thống được ghi nhận.
Trước đó, Thiên hoàng Kōgyoku từng nhường ngôi cho em trai Thiên hoàng Kōtoku, nhưng vào lúc đó Thiên hoàng Kōgyoku vẫn chưa xưng tước hiệu "Thái thượng Thiên hoàng", mà chỉ được gọi là「Hoàng tổ Mẫu tôn; 皇祖母尊」, sau đó không lâu bà lại tiếp tục trở lại vị trí Thiên hoàng.
Năm 1817, ngày 9 tháng 5 (tức ngày 24 tháng 3 năm Văn Hóa thứ 14), Thiên hoàng Kōkaku tuyên bố thoái vị, nhường ngôi cho Thiên hoàng Ninkō. Ông là Thái thượng Thiên hoàng cuối cùng trước thời Minh Trị, vì sau đó Thiên hoàng Meiji sửa lại luật pháp, Hoàng thất điển phạm không thừa nhận Thiên hoàng thoái vị nữa. Mãi đến năm 2017, ngày 9 tháng 6, Hiến pháp Nhật Bản lại tiếp tục được sửa "Đặc biệt dự luật", thông qua việc Thiên hoàng Akihito bày tỏ ý muốn thoái vị. Như vậy, ngày 30 tháng 4 năm 2019, Thiên hoàng Akihito sẽ chính thức cử hành đại lễ nhường ngôi cho Hoàng thái tử Naruhito, trở thành vị "Thượng hoàng" tiếp theo sau hơn 200 năm của Nhật Bản.

### Quyền lực
Khi Đại Bảo pháp lệnh (大寶律令) được ban hành, quy định cho Thái thượng Thiên hoàng vẫn rất mịt mờ, Thái thượng Thiên hoàng cùng Thiên hoàng đều có thể Viện tuyên (院宣; nghĩa là "Tuyên chỉ"), như vậy quyền lực của Thái thượng Thiên hoàng trên thực tế cũng như Thiên hoàng đều ngang nhau. Một Thái thượng Thiên hoàng có thể lập nên Viện thính (院廳) cùng Viện tàng nhân (院藏人), hình thành cơ quan chính trị ngang hàng với Thiên hoàng.
Thời cuối của thời Heian, trạng thái Nhiếp chính quan do quan hệ ngoại thích của Thiên hoàng đã bị chế độ Viện chính (院政) thay thế. Rất nhiều Thái thượng Thiên hoàng nổi danh trong lịch sử đều thuộc về thời kỳ này, như Thiên hoàng Shirakawa - một trong những Thái thượng Thiên hoàng quyền lực nhất trong lịch sử. Theo ngôn ngữ Nhật Bản, những Thái thượng Thiên hoàng tuy thoái vị nhưng vẫn quyền lực được gọi là 「Trị thiên chi Quân; 治天之君; ちてんのきみChiten no Kimi」.

### Biến động
Truyền thống cho rằng, Thiên hoàng khi tại vị mà băng hà thì rất xui xẻo, vì vậy trong lịch sử Nhật Bản không ít các trường hợp Thiên hoàng phải thoái vị, thu nhận tôn xưng Thái thượng Thiên hoàng sau đó mới từ từ chậm rãi qua đời. Ví dụ cụ thể nhất là Thiên hoàng Daigo tại vị 8 ngày, Thiên hoàng Ichijō tại vị 10 ngày cùng Thiên hoàng Go-Suzaku tại vị 3 ngày.
Tuy nhiên, dù các Thái thượng Thiên hoàng phần lớn sẽ được Thiên hoàng kế nhiệm tôn xưng không lâu sau đó, nhưng điều này không có nghĩa cứ Thiên hoàng nào thoái vị thì sẽ lập tức được gọi là Thái thượng Thiên hoàng. Ví dụ như Thiên hoàng Ninmyō cùng với Thiên hoàng Go-Suzaku và Thiên hoàng Go-Daigo, nhường ngôi cho con trai của họ là Thiên hoàng Montoku cùng với Thiên hoàng Go-Reizei và Thiên hoàng Go-Murakami, liền 1-2 ngày sau đã băng hà, chưa kịp tôn xưng. Hoặc như Thiên hoàng Junnin, Thiên hoàng Antoku , Thiên hoàng Yōzei cùng Thiên hoàng Chūkyō là những Thiên hoàng bị phế truất, ngôi vị bất cập, không thể gia xưng được.
Trái lại, những vị như Thiên hoàng Kōgon cùng Thiên hoàng Sukō, đều là sau khi bị phế lại được gia tặng tôn hiệu Thái thượng Thiên hoàng. Ashikaga Yoshimitsu sau khi mất, được truy tặng "Thái thượng Thiên hoàng", nhưng bị con trai Ashikaga Yoshimochi hủy bỏ. Từ năm 1301 đến năm 1304, Nhật Bản có tới 5 vị Thái thượng Thiên hoàng, gồm Thiên hoàng Go-Fukakusa, Thiên hoàng Kameyama, Thiên hoàng Go-Uda, Thiên hoàng Fushimi cùng Thiên hoàng Go-Fushimi. Đây là trường hợp hi hữu duy nhất trong lịch sử Nhật Bản.
Mặt khác, trong lịch sử Nhật Bản cũng có những trường hợp chưa từng lên ngôi Thiên hoàng, nhưng do con trai trở thành Thiên hoàng mà được tôn xưng Thái thượng Thiên hoàng hoặc có đãi ngộ cùng cấp với Thái thượng Thiên hoàng, đó gọi là thể chế 「Chuẩn Thái thượng Thiên hoàng; 准太上天皇」. Như Thân vương Morisada (Thủ Trinh Thân vương; 守貞親王) - cha của Thiên hoàng Go-Horikawa, cùng Thân vương Fushiminomiya Sadafusa (Phục Kiến cung Trinh Thành Thân vương; 伏見宮貞成親王) - cha của Thiên hoàng Go-Hanazono. Về sau, sự dâng tôn trở nên khắt khe, không phải vị Thiên hoàng nào cũng có thể truy tôn cho cha ruột, như bản thân Thiên hoàng Kōkaku muốn truy tặng cho cha là Thân vương Kusanori Norinhita (Nhàn Viện cung Điển Nhân Thân vương; 閑院宮典仁親王), nhưng đều bị quần thần phản đối, xảy ra Tôn hiệu sự kiện gây bất bình.

## Danh sách
- Các vị "Thái thượng Thiên hoàng" chính thống:

1. Thiên hoàng Kōgyoku (Thái thượng Thiên hoàng đầu tiên không chính thức) thời kỳ Thiên hoàng Kōtoku.[2][3][4][5][6][7][8][9][10][11]
2. Thiên hoàng Jitō thời kỳ Thiên hoàng Monmu.[12][13][14][15][16][17][18]
3. Thiên hoàng Gemmei thời kỳ Thiên hoàng Genshō.[19][20][21][22][23][24][25]
4. Thiên hoàng Genshō thời kỳ Thiên hoàng Shōmu.[21][26][27][28][29][30][31]
5. Thiên hoàng Shōmu thời kỳ Thiên hoàng Kōken.[32][33]
6. Thiên hoàng Kōken thời kỳ Thiên hoàng Junnin.[34][35][36][37][38][39][40][41][42]
7. Thiên hoàng Kōnin thời kỳ Thiên hoàng Kanmu.[43][44][45][46][47][48][49]
8. Thiên hoàng Heizei thời kỳ Thiên hoàng Saga.[50][51][52][53][54][55][56][57]
9. Thiên hoàng Saga thời kỳ Thiên hoàng Junna.[58][59][60][61][62][63][64]
10. Thiên hoàng Junna thời kỳ Thiên hoàng Ninmyō.[62][65][66][67][68][69][70]
11. Thiên hoàng Seiwa thời kỳ Thiên hoàng Yōzei.[71][72][73][74][75][76][77][78]
12. Thiên hoàng Uda thời kỳ Thiên hoàng Daigo.[79][80][81][82][83][84]
13. Thiên hoàng Daigo thời kỳ Thiên hoàng Suzaku.[85]
14. Thiên hoàng Suzaku thời kỳ Thiên hoàng Murakami.[85][86][87][88][89][90]
15. Thiên hoàng Reizei thời kỳ Thiên hoàng En'yū.[91][92][93][94][95][96]
16. Thiên hoàng En'yū thời kỳ Thiên hoàng Kazan.[97][98][99][100][101][102]
17. Thiên hoàng Kazan thời kỳ Thiên hoàng Ichijō.[103][104][105][106][107][108]
18. Thiên hoàng Ichijō thời kỳ Thiên hoàng Sanjō.[109][110][111][112][113][114]
19. Thiên hoàng Sanjō thời kỳ Thiên hoàng Go-Ichijō.[94][115][116][117][118][119]
20. Thiên hoàng Go-Sanjō thời kỳ Thiên hoàng Shirakawa.[111][120][121][122][123]
21. Thiên hoàng Shirakawa thời kỳ Thiên hoàng Horikawa.[124][125][126][127][128]
22. Thiên hoàng Toba thời kỳ Thiên hoàng Sutoku.[111][129][130][131][132]
23. Thiên hoàng Sutoku thời kỳ Thiên hoàng Konoe.[133][134][135][136][137]
24. Thiên hoàng Go-Shirakawa thời kỳ Thiên hoàng Nijō.[138][139][140][141][142][143]
25. Thiên hoàng Nijō thời kỳ Thiên hoàng Rokujō.[144]
26. Thiên hoàng Takakura thời kỳ Thiên hoàng Antoku.[145][146][147][148][149][150]
27. Thiên hoàng Go-Toba thời kỳ Thiên hoàng Tsuchimikado.[151][152][153][154][155]
28. Thiên hoàng Tsuchimikado thời kỳ Thiên hoàng Juntoku.[156][157][158][159][160][161][162]
29. Thiên hoàng Juntoku thời kỳ Thiên hoàng Chūkyō.[163][164][165][166][167][168]
30. Pháp hoàng Morisada thời kỳ Thiên hoàng Go-Horikawa (suy tôn, chưa từng làm Thiên hoàng nhưng có con làm Thiên hoàng lúc đã xuất gia)[169]
31. Thiên hoàng Go-Horikawa thời kỳ Thiên hoàng Shijō.[170][171][172][173]
32. Thiên hoàng Go-Saga thời kỳ Thiên hoàng Go-Fukakusa.[174][175][176][177]
33. Thiên hoàng Go-Fukakusa thời kỳ Thiên hoàng Kameyama.[178][179][180][181]
34. Thiên hoàng Kameyama thời kỳ Thiên hoàng Go-Uda.[182][183][184][185][186]
35. Thiên hoàng Go-Uda thời kỳ Thiên hoàng Fushimi.[187][188][189][190]
36. Thiên hoàng Fushimi thời kỳ Thiên hoàng Go-Fushimi.[191][192][193][194]
37. Thiên hoàng Go-Fushimi thời kỳ Thiên hoàng Go-Nijō.[195][196][197][198]
38. Thiên hoàng Hanazono thời kỳ Thiên hoàng Go-Daigo.[199][200][201][202]
39. Thiên hoàng Kōgon thời kỳ Thiên hoàng Kōmyō.[203][204][205][206][207]
40. Thiên hoàng Kōmyō thời kỳ Thiên hoàng Sukō.[208][209][210]
41. Thiên hoàng Sukō thời kỳ Thiên hoàng Go-Kōgon.[211]
42. Thiên hoàng Go-Kōgon thời kỳ Thiên hoàng Go-En'yū.[212][213]
43. Thiên hoàng Go-En'yū thời kỳ Thiên hoàng Go-Komatsu.[214][215]
44. Thiên hoàng Chōkei thời kỳ Thiên hoàng Go-Kameyama.[216][217][218]
45. Thiên hoàng Go-Kameyama thời kỳ Thiên hoàng Go-Komatsu.[219]
46. Thiên hoàng Go-Komatsu thời kỳ Thiên hoàng Shōkō.[220][221]
47. Thượng hoàng Sadafusa thời kỳ Thiên hoàng Go-Hanazono (suy tôn, chưa từng làm Thiên hoàng nhưng vì có con làm Thiên hoàng).[222]
48. Thiên hoàng Go-Hanazono thời kỳ Thiên hoàng Go-Tsuchimikado.[223][224]
49. Thiên hoàng Ōgimachi thời kỳ Thiên hoàng Go-Yōzei.[225][226][227]
50. Thiên hoàng Go-Yōzei thời kỳ Thiên hoàng Go-Mizunoo.[228][229][230]
51. Thiên hoàng Go-Mizunoo thời kỳ Thiên hoàng Meishō.[228][231][232][233]
52. Thiên hoàng Meishō thời kỳ Thiên hoàng Go-Kōmyō.[111][228][234][235]
53. Thiên hoàng Go-Sai thời kỳ Thiên hoàng Reigen.[228][236][237]
54. Thiên hoàng Reigen thời kỳ Thiên hoàng Higashiyama.[228][238][239]
55. Thiên hoàng Higashiyama thời kỳ Thiên hoàng Nakamikado.[240][241][242]
56. Thiên hoàng Nakamikado thời kỳ Thiên hoàng Sakuramachi.[243][244][245]
57. Thiên hoàng Sakuramachi thời kỳ Thiên hoàng Momozono.[246][247][248]
58. Thiên hoàng Go-Sakuramachi thời kỳ Thiên hoàng Go-Momozono.[228][249][250]
59. Thiên hoàng Kōkaku thời kỳ Thiên hoàng Ninkō.[228][251][252][253]
60. Thiên hoàng Akihito thời kỳ Thiên hoàng Nauruhito

- Trong lịch sử Nhật Bản, ba vị "Chuẩn Thái thượng Thiên hoàng"[254]:

1. Thân vương Morisada (Thủ Trinh Thân vương; 守貞親王);
2. Thân vương Fushimi-no-miya Sadafusa (Phục Kiến cung Trinh Thành Thân vương; 伏見宮貞成親王);
3. Thân vương Atsu Akira (Đôn Minh Thân vương; 敦明親王);

- Có 3 vị "Thái thượng Thiên hoàng" qua đời mới được truy tôn, thực tế chưa giữ ngôi vị ngày nào:

1. Ashikaga Yoshimitsu - sau bị hủy bỏ bởi con trai[255];
2. Thân vương Makoto Hitoshi - cha của Thiên hoàng Go-Yōzei[256];
3. Thân vương Miya Nori Hitoshi - cha của Thiên hoàng Kōkaku[256];